# Rajmund Brzozowski (jezuita)
Rajmund Brzozowski (ur. 7 grudnia 1763 na Litwie, zm. 23 sierpnia 1848 w Massa Lubrense koło Neapolu) – polski duchowny katolicki, jezuita, autor prac filologicznych.

## Życiorys
Do zakonu jezuitów wstąpił w 1780 w Połocku. Profesor retoryki w Orszy w latach 1788-1789 i 1794-1798 oraz w Mohylewie 1793-1794, profesor filozofii i matematyki w Kolegium w Połocku 1799-1800, kaznodzieja w Mohylewie, Orszy i Witebsku, profesor filozofii i matematyki 1805-1806, a następnie teolohii scholastycznej, prawa kanonicznego i Pisma św. 1806-1814 w Połocku. W tamtejszym kolegium przez wiele lat uczył on także języków klasycznych i literatury; w latach 1814-1816 był kanclerzem Akademii, a następnie (1816 - 1820) rektorem Akademii Połockiej (ostatnim w dziejach tej uczelni). Po wznowieniu procesu beatyfikacyjnego Andrzeja Boboli w 1826 został nowym postulatorem. Po wygnaniu jezuitów z Połocka wyjechał do Rzymu, gdzie był asystentem generała zakonu Luigiego Fortisa. Działał także w polskim środowisku emigracyjnym. Schyłek życia spędził w Neapolu.
Był autorem kilku prac ogłoszonych w Miesięczniku Połockim; były to dwie rozprawy o języku polskim oraz analiza Sztuki rymotwórczej Horacego. Brzozowski gromadził też materiały do Słownika sławnych pisarzy polskich. W rękopisie zostawił Słownik pisarzów polskich, którego fragment (od A do E) zachował się w Bibliotece Watykańskiej.